# Valarie Pettiford

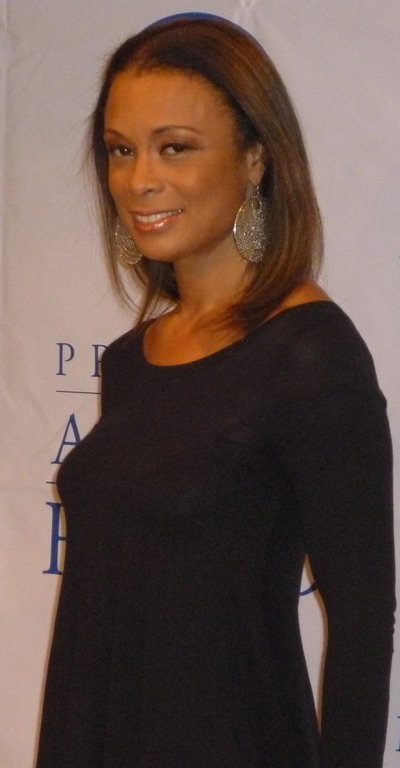
Valarie Pettiford (2009)

Valarie Pettiford (* 8. Juli 1960 in Queens, New York City) ist eine US-amerikanische Schauspielerin, Musicaldarstellerin, Sängerin und Tänzerin.

## Leben

### Karriere
Valarie Pettiford wurde am 8. Juli 1960 in Queens als Tochter von Ralph und Blanch Pettiford geboren und machte 1978 ihren Abschluss an der High School of Performing Arts. Im selbigen Jahr trat sie bereits in den Stücken A Broadway Musical und Sophisticated Ladies auf. Nach vielen Bühnenauftritten in den 80er und 90er Jahren und Auftritten in diversen Filmen konzentrierte sie sich ab den späten 2000er Jahren auf Fernsehserien und kleinere Nebenrollen wie in Criminal Minds, Bones – Die Knochenjägerin und Der Sentinel – Im Auge des Jägers. Für ihre Darbietung im Stück Fosse wurde sie für den Tony Award nominiert. Zudem gewann sie 2007 für ihre Rolle in The Wild Party einen NAACP Image Award.
Von 2014 bis 2015 sowie seit 2021 ist sie in der Fernsehserie The Blacklist als Charlene Cooper, der Ehefrau von Assistant Director Harold Cooper, gespielt von Harry J. Lennix zu sehen. Bekannt wurde sie ebenfalls durch die Rolle der Emily Mather in der Serie A Discovery of Witches, die sie von 2018 bis 2022 in 25 Episoden verkörperte.
Sie ist ebenfalls als Sängerin tätig, so brachte sie 2005 ihr erstes Jazz-Album mit dem Titel Heart of Soul heraus.

### Privates
Pettiford ist seit 1991 mit dem Schauspieler Tony Rader verheiratet.

## Filmografie

### Filme
- 1978: The Wiz – Das zauberhafte Land
- 1984: The Cotton Club
- 1988: Robots
- 1992: Street Hunter – Eine gnadenlose Jagd (Rescue Me)
- 2001: Glitter – Glanz eines Stars (Glitter)
- 2007: Stomp the Yard
- 2009: Why Am I Doing This?
- 2010: Auch Liebe macht mal Ferien 2 (Why Did I Get Married Too?)
- 2011: Jumping the Broom
- 2012: Battlefield America
- 2012: Note to Self
- 2013: The Dempsey Sisters
- 2015: My Favorite Five
- 2015: Will to Love (Fernsehfilm)
- 2016: The Secrets of Emily Blair
- 2017: The Preacher's Son
- 2018: The Choir Director
- 2018: No More Mr Nice Guy
- 2018: We Belong Together
- 2020: Surviving in L.A.
- 2020: Love Is Love Is Love
- 2021: Senior Moment
- 2021: Hip Hop Family Christmas (Fernsehfilm)
- 2021: Merry Switchmas
- 2024: Too Many Christmases

### Fernsehserien
- 1996: Der Sentinel – Im Auge des Jägers (Episode 2x02)
- 2011: Heart of Dixie (Episode 1x15)
- 2012: The Finder (Episode 1x02)
- 2012: New in Paradise (Episode 1x02)
- 2014–2015, seit 2021: The Blacklist (16 Episoden)
- 2018–2022: A Discovery of Witches (25 Episoden)
- 2021: Navy CIS (2 Episoden)
- 2023: The Mandalorian (Episode 3x03)

## Bühnenrollen
- 1978: A Broadway Musical
- 1978: Sophisticated Ladies
- 1979: Dancin’
- 1985: Grind
- 1985: Ladies and Gentlemen, Jerome Kern
- 1986: Big Deal
- 1987: West Side Story
- 1992: Wierd Romance
- 1994: The Naked Truth
- 1994: Freefall
- 1995–1996: Show Boat
- 1998–1999: Fosse
- 1999–2000: Chicago
- 2002: Gentlemen Prefer Blondes
- 2002: He Hunts
- 2005: The Wild Party
- 2006: The Wiz

## Diskografie
- 2005: Heart of Soul

## Deutsche Synchronstimme
Bisher hat Pettiford keine feste Synchronstimme, sondern wird von unterschiedlichen Sprecherinnen synchronisiert. Zu diesen gehören Sabine Arnhold (A Discovery of Witches), Arianne Borbach (Der Sentinel – Im Auge des Jägers), Silke Matthias (Black-ish & Treme), Adele Neuhauser (Glitter – Glanz eines Stars), Michèle Tichawsky (The Blacklist), Peggy Sander (Criminal Minds) und Katrin Zimmermann (Bones – Die Knochenjägerin).